# 拉艾佩内勒
拉艾佩内勒（法語：La Haye-Pesnel，法語發音：[la ɛ pɛnɛl]）是法国芒什省的一个市镇，属于阿夫朗什区。

## 地名
该地名“La Haye-Pesnel”发音为[la ɛ pɛnɛl]，字母“s”不发音，《世界地名翻译大辞典》与《世界地名译名词典》将其误译作“拉艾-佩斯内勒”。

## 地理
拉艾佩内勒（48°47'44"N, 1°23'48"W）面积6.29 平方千米，位于法国诺曼底大区芒什省，该省份为法国西北部沿海省份，西、北、东北三面环大西洋，东起顺时针与卡爾瓦多斯省、奧恩省、马耶讷省和伊勒-维莱讷省接壤。
与拉艾佩内勒接壤的市镇（或旧市镇、城区）包括：埃基伊、博尚、尚普勒皮、奥基尼、拉吕塞尔讷-杜特勒梅尔、勒塔尼。
拉艾佩内勒的时区为UTC+01:00、UTC+02:00（夏令时）。

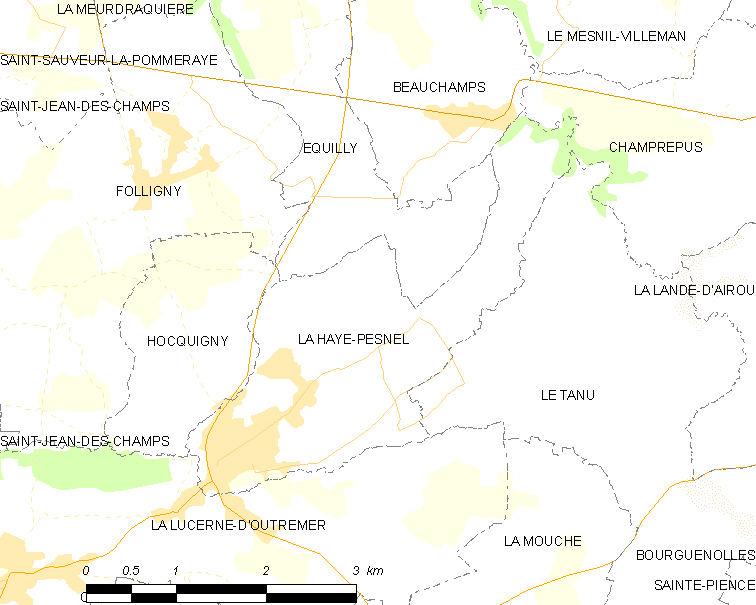
拉艾佩内勒的OSM定位图

## 行政
拉艾佩内勒的邮政编码为50320，INSEE市镇编码为50237。

## 政治
拉艾佩内勒所属的省级选区为布雷阿勒县。

## 人口

1962-2008年间拉艾佩内勒人口变化图示

拉艾佩内勒于2022年1月1日时的人口数量为1261人。